# Dmitry Nazarov
Dmitry Yurievich Nazarov (tiếng Nga: Дми́трий Ю́рьевич Наза́ров; sinh vào ngày 4 tháng 7 năm 1957) là một diễn viên phim và kịch người Nga và Liên Xô. Nghệ sĩ nhân dân Liên bang Nga (2000).
Ông là một diễn viên, được biết đến qua các bộ phim Le Concert (2009), Kitchen in Paris (2014) và Largo Winch II (2011).

## Cuộc đời và sự nghiệp
Dmitry Nazarov sinh ra ở thị trấn ngoại ô Ruza, Quận Ruzsky, Moscow Oblast, Nga SFSR, Liên Xô. Thời trẻ, ông làm đầu bếp bánh ngọt tại một tiệm bánh. Năm 1980, ông tốt nghiệp trường Sân khấu (khóa học Victor Korshunov). Năm 1980 đến 1995, ông làm việc tại Nhà hát Maly, sau đó trong nhà hát "Sphere" và Nhà hát Quân đội Nga, và từ năm 2002 - tại Nhà hát Nghệ thuật Chekhov Moscow.
Tháng 5 năm 1993, ông được trao tặng danh hiệu Nghệ sĩ danh dự của Liên bang Nga.
Ông thắng giải "Turandot pha lê" cho Nam diễn viên chính xuất sắc nhất trong mùa 1997/1998. - Satin trong vở TSATRA "The Lower Depths", ông thắng giải "Seagull" cho nam diễn viên chính xuất sắc nhất mùa, "Mask of Zorro" (vở kịch "The Forest" năm 2005).
Giữa năm 2002-2008, ông dẫn chương trình nấu ăn Culinary Duel trên NTV. Dẫn chương trình cuộc thi sáng chế TVC Think Tank từ năm 2009.
Trong loạt phim thần bí Call, ông vào vai điều tra viên trưởng Khromov chuyên về những tội ác bí ẩn.
Tháng 3 năm 2000, ông được trao tặng danh hiệu Nghệ sĩ Danh dự Nhân dân Liên Bang Nga.
Kể từ năm 2012, ông đóng vai chính là đầu bếp của nhà hàng Claude Monet trong vai bếp trưởng Victor Barinov trong loạt phim truyền hình hài hước của Nga, Kitchen. (62 tập đầu trong vai bếp trưởng nhà hàng Claude Monet, từ tập 69 đến 79 trong vai đầu bếp nhà hàng Arcobaleno, từ tập 81 là bếp trưởng kiêm chủ nhà hàng Victor).
Năm 2013, ông trở thành người dẫn chương trình vào ngày thứ sáu của show The Hunger Games. Năm 2014, ông trở thành người dẫn chương trình của Recipe for a Million trên kênh STS. Ngày 5 tháng 9 năm 2015, ông lại một lần nữa trở thành người dẫn chương trình Culinary Duel trên kênh NTV.

## Đời tư
Ông có một con gái với người vợ đầu tiên Natalia, một con trai và một con gái với người vợ thứ hai, nữ diễn viên người Nga Olga Vasilyeva.

## Phim nổi bật đã tham gia
| Năm     | Tên phim                                   | Vai                                      | Ghi chú               |
| ------- | ------------------------------------------ | ---------------------------------------- | --------------------- |
| 1980    | Coast                                      | lance                                    | TV                    |
| 1983    | The Cherry Orchard                         | passer                                   | TV                    |
| 1992/95 | Melochi zhizni                             | Alexander Vakarov                        | TV series             |
| 1998    | At sword's points                          | Svetozar Vodopyanov                      | Mini-series           |
| 2001    | Head of the Citizen                        | Arkady Halandovsky, store manager        | TV series             |
| 2002    | Kamenskaya 3                               | Roman Rubtsov, businessman               | TV series             |
| 2002    | Law                                        | Ivan Sklyar                              | TV series             |
| 2003    | Time is money                              | Viktor Dolgopolov                        | TV series             |
| 2003    | The angel on the road                      | Gennady                                  | TV series             |
| 2003    | Railway station                            | Viktor Larin                             | TV series             |
| 2003    | Marsh Turetskogo                           | mayor Alexander Yurievich                | TV series (mùa 3)     |
| 2004    | The Red Chapel                             | Leo Grossvogel                           | TV series             |
| 2004    | Shtrafbat                                  | father Michail                           | TV series             |
| 2005    | Full speed ahead!                          | Andrei Lyakhov                           | TV series             |
| 2006    | Money Day                                  | Dostoevsky                               |                       |
| 2006    | Lusty, or Magnificent Four                 | Pavel                                    | TV series             |
| 2006    | Golden Calf                                | Adam Kozlevich                           | TV series             |
| 2006    | Prince Vladimir                            | Dobrynya (voice)                         |                       |
| 2006/09 | Calling                                    | Alexey Khromov                           | TV series (mùa 2,3,4) |
| 2009    | The New Adventures of Grandmas Ëzhki       | (voice)                                  |                       |
| 2009    | Le Concert                                 | Aleksandr Abramovich Grosman             |                       |
| 2010/14 | Fixico                                     | Dedus (voice)                            | series                |
| 2011    | Largo Winch II                             | Virgil Nazatchov                         |                       |
| 2011    | Yeltsin: Three Days in August              | Boris Yeltsin                            | TV                    |
| 2011    | Revelation                                 | Andrey Knyazev, colonel                  | TV series             |
| 2012    | Spy                                        | Nadya's father                           |                       |
| 2012    | The color of the bird cherry               | Saveliy                                  | TV series             |
| 2012/15 | Kitchen                                    | Viktor Petrovich Barinov, Chef           | TV series             |
| 2013/16 | Alisa Knows What to Do!                    | Gromozeka (voice)                        | series hoạt hình      |
| 2013    | Möbius                                     | Inzirillo                                |                       |
| 2013    | The country is a good kiddies              |                                          |                       |
| 2013/14 | While the village is asleep                | Gregory                                  | TV series             |
| 2014    | Ladoga                                     | Kulyasov, major, commander               | Mini-series           |
| 2014    | Kitchen in Paris                           | Viktor Petrovich Barinov, Chef           |                       |
| 2015    | SOS, Ded Moroz, or all come true!          | Ivan                                     |                       |
| 2016    | Kitchen in Shanghai (The Kitchen in China) | Viktor Petrovich Barinov, Chef           |                       |
| 2016    | Hotel Eleon                                | Viktor Petrovich Barinov, Chef (episode) | TV series             |
| 2017    | Kitchen. The Last Battle                   | Viktor Petrovich Barinov, Chef           |                       |
| 2017    | Stalin                                     | Joseph Vissarionovich Stalin             |                       |